# Ceroplastes uapacae
Ceroplastes uapacae är en insektsart som beskrevs av Hall 1931. Ceroplastes uapacae ingår i släktet Ceroplastes och familjen skålsköldlöss. Inga underarter finns listade i Catalogue of Life.